# 미국모범회사법
미국모범회사법(Model Business Corporation Act, 모범사업회사법, 표준기업회사법)은 미국 변호사 협회가 기초한 모범회사법전으로 현재 24개의 미국주에서 따르고 있다. 미국은 전통적으로 주법을 통해 회사법을 규율해 왔고 이로 인해 주법간 차이가 많이 있었다. 주간 차이를 해소하기 위해 모범회사법전이 기초되게 되었다.
모범회사법은 회사를 “a corporation for profit”라고 정의하여 영리성을 회사의 당연한 요소로 본다.

## 이사
정관 또는 부속정관 정함이 없는 한 이사가 당해 주의 거주자 또는 회사의 주주임을 요하지 않는다.

## 신주 인수권
회사의 주주는 정관에서 규정하지 않는 한, 회사의 미발행 주식을 취득할 우선권을 가지지 아니한다.

## 참고 문헌
- 최준선, 한국과 일본의 미국 회사법 계수 과정에 관하여, 저스티스 통권 제111호 (2009년 6월) pp.121-139.

## 같이 보기
- 미국모범형법전
- 리스테이트먼트
- 미국통일상법전